# Rwempasha (Sektor)
Rwempasha (Kinyarwanda Umurenge wa Rwempasha) ist ein Sektor des Distrikts Nyagatare im Norden der Ostprovinz von Ruanda.

## Geographie
Der Sektor Rwempasha hat eine Fläche von 168,4 km². Er setzt sich aus den zehn Zellen Cyenjonjo, Gasinga, Kabare, Kazaza, Mishenyi, Rugarama, Rukorota, Rutare, Rwempasha und Ryeru zusammen. Nachbarsektoren sind im Norden Musheri, im Nordosten Matimba, im Osten Rwimiyaga, im Süden Nyagatare und im Südwesten Tabagwe. Im Westen liegt Rwempasha an der Grenze zu Uganda. Der Muvumba fließt von Süden nach Norden durch den Sektor und weiter entlang der ugandischen Grenze.

## Bevölkerung
Nach Stand der Volkszählung von 2022 liegt die Einwohnerzahl bei 38.592. Zehn Jahre zuvor waren es 20.512, was einem jährlichen Bevölkerungszuwachs von 6,5 Prozent zwischen 2012 und 2022 entspricht.

## Verkehr
Durch den Westen des Sektor verläuft die Nationalstraße 22. Zudem führt von der Stadt Nyagatare aus kommend eine District Road in Nord-Süd-Richtung durch den Sektor.